# Domain-Registrierung
Die Domain-Registrierung ist der Vorgang, den ein Registrant, in der Regel der spätere Domain-Inhaber, bei einem Registrar durchführt, um eine neue Domain unterhalb einer Top-Level-Domain zu registrieren.

## Motivation
Prinzipiell sind Teilnehmer im Internet auch ohne Domain-Namen erreichbar – die korrekte IP-Adresse genügt in den meisten Fällen. Die numerischen IP-Adressen lassen sich aber im Allgemeinen deutlich schwerer merken als aussagekräftige Namen. Zudem bietet eine Domain auch weitere Vorteile wie Erreichbarkeit unter der gleichen Adresse auch nach Serverwechsel, virtuelle Hostnamen und Lastverteilung per DNS. Den oder die eigenen Server über Namen zugänglich zu machen, ist deshalb unabdingbare Voraussetzung für einen erfolgreichen Internetauftritt.
Eine einfache und billige Möglichkeit besteht darin, in einer existierenden Domain eine Subdomain einzutragen. Angenommen, die fiktive Firma Beispiel-GmbH verwendet die Domain ihres Service-Providers ISP. Dann könnte der Name der Domain folgendermaßen aussehen: www.beispiel-gmbh.isp.com. Eine Registrierung ist hier nicht erforderlich, da grundsätzlich (mit einigen Ausnahmen) nur Domains registriert werden, die unmittelbar unterhalb einer Top-Level-Domain liegen.
Normalerweise sind aber eigenständige Namen erwünscht (z. B. www.beispiel-gmbh.de). In diesem Fall muss eine Domain bei einer Registrierungsorganisation – einem Domain Name Registrar – registriert werden. Dadurch wird zum einen sichergestellt, dass alle formalen Regeln eingehalten werden, und zum anderen garantiert, dass niemand sonst diese Domain verwendet.

## Registrierungsorganisationen
Ein Network Information Center oder eine Domain Name Registry ist eine Organisation, die Domains verwaltet. Ein Domain Name Registrar fungiert als Schnittstelle zwischen der Registry und dem Registranten.
Als Registrant wird der Endkunde bezeichnet, also derjenige, der eine bestimmte Domain tatsächlich registrieren möchte. Aus rechtlichen oder anderen Gründen kann diese Bezeichnung national ungebräuchlich sein, in Deutschland spricht man beispielsweise vom Domaininhaber (englisch „Domain Holder“).

## Konnektierung
Eine Domain-Registrierung alleine reicht nicht aus, um Domainnamen im Internet zu publizieren. Zunächst muss jede Domain auf einem oder mehreren Nameservern in einer Zonendatei vorhanden sein. Dann muss in der Zone, die die übergeordnete Domain enthält, ein Verweis (Delegierung) auf diese Nameserver eingetragen werden. Für diesen Vorgang verwendet die DENIC im deutschen Sprachraum den Begriff Konnektierung.
Mit einer Domain-Registrierung sind daher immer Einträge in den übergeordneten Nameservern verbunden. Die erforderlichen NS Resource Records trägt der Registrar in Zusammenspiel mit der verantwortlichen Registry normalerweise in diese übergeordneten Server automatisch ein. Bei der Registrierung muss der Auftraggeber dazu die – meist eigenen oder von seinem Provider zur Verfügung gestellten – Nameserver angeben, auf denen die neue Domain autoritativ abliegt. In der Regel überprüfen der Registrar und die Registry vor der Konnektierung diese Angaben, um sicherzustellen, dass die Delegierung nicht ins Leere zeigt.
Bei kleineren Domains, die nur sehr wenige Resource Records enthalten, kann bei einigen Top- oder Second-Level-Domains (wie zum Beispiel .de) auf separate Nameserver verzichtet werden. Die Resource Records können dann direkt von der Registry auf ihren Nameservern hinterlegt werden.

## Vor einer Registrierung zu klärende Fragen

### Auswahl eines Namens
Als erstes müssen der Name der Domain und die übergeordnete Domain (meist eine Top-Level-Domain wie z. B. .com oder .de) festgelegt werden. Hierbei sollte geprüft werden, ob möglicherweise Rechte Dritter verletzt werden (z. B. registrierte Markennamen). In jedem Namen können Buchstaben, Ziffern oder Bindestriche enthalten sein, wobei nicht zwischen Groß- und Kleinbuchstaben unterschieden wird. Die genauen Regeln (z. B. „ein Name darf nicht mit einem Bindestrich anfangen“) gibt der Registrar vor. Je nach Top-Level-Domain und Registrar dürfen weitere Sonderzeichen verwendet werden. Die deutsche Registrierungsstelle DENIC erlaubt zum Beispiel 92 zusätzliche Buchstaben (z. B. ä, ö, ü, á, æ) aber keine sonstigen Sonderzeichen (z. B.!, # oder %). Der Buchstabe „ß“ war bis Oktober 2010 im DNS äquivalent zu „ss“, wurde von vielen Browsern bei der Eingabe jedoch nicht automatisch umgewandelt. Seither können sich nur durch ein „ß“ und „ss“ unterscheidende .de-Domains auch als verschiedene registriert werden, wobei Inhaber bereits existierender Domains mit „ss“ während der Einführungsphase ein Vorzugsrecht zugestanden wird.
Über den Whois-Dienst kann festgestellt werden, ob der gewünschte Domainname überhaupt verfügbar ist. Viele Provider stellen dafür auf ihrer Internetseite mehr oder weniger umfangreiche Abfrage-Werkzeuge zur Verfügung. Die länderspezifischen Registrierungsorganisationen bieten ebenfalls Möglichkeiten an, zu überprüfen, ob eine Domain bereits vergeben wurde. Allerdings wird dort jeweils meist nur die eigene Top-Level-Domain einbezogen. DENIC veröffentlicht beispielsweise nur Informationen zu Domains, die mit .de enden.
Bei einigen Top-Level-Domains (TLDs) existieren Einschränkungen, die eine Registrierung verhindern können. So muss beispielsweise bei den .de- und .fr-Domains der Antragsteller oder sein administrativer Vertreter (Admin-C) eine Postanschrift innerhalb des betreffenden Landes besitzen. Vergleichbares gilt auch für die .eu-Domain. Die Nationalität des Antragstellers spielt keine Rolle.

### Auswahl eines Registrars oder Service Providers
Es gibt gewöhnlich mehrere Möglichkeiten, seine Domain zu registrieren:
- durch eine direkte Vertragsbeziehung mit dem Betreiber einer (Top Level) Domain (oft teuer, oft nicht ganz einfach, gelegentlich nur als Großabnehmer möglich)
- bei einem Registrar für die gewünschte übergeordnete Domain
- über einen mit einem Registrar zusammenarbeitenden Serviceprovider
- über einen Wiederverkäufer oder Händler, der mit einem Serviceprovider oder Registrar zusammenarbeitet

Privatpersonen und Kleinunternehmen ziehen meist die Serviceprovider oder deren Wiederverkäufer vor, da sie deutlich billiger sind und der Serviceprovider lästige Detailarbeiten übernimmt und viele notwendige Dienste plus Domainregistrierung aus einer Hand bietet. Als Richtwert für die Kosten einer Registrierung der im deutschen Sprachraum gängigen Domains kann man von etwa 0 bis 100 € für die Registrierung und 6 bis 180 € jährlich für die Betreuung ausgehen. Dies variiert mit den Top-Level-Domains und mit den Serviceprovidern sowie dem Umfang der von ihnen erbrachten Dienste.

### Einrichtung der Nameserver
Außerdem muss geklärt werden, wer die Nameserver betreibt, auf denen die zukünftige Domain liegen wird. Das können eigene Server sein oder von einem Internet Service Provider verwaltete. Werden nur wenige DNS-Namen benötigt, kann bei manchen Registries auf den Betrieb eigener Nameserver verzichtet werden. Die Namen werden dann auf dem Nameserver der Registry eingetragen. DENIC beispielsweise erlaubt in diesen Fällen bis zu fünf Namen pro Domain.
Die Nameserver müssen normalerweise zum Zeitpunkt der Registrierung erreichbar sein und die neue Domain bereits enthalten. Außerdem müssen die Nameserver selbst registriert sein. Verantwortlich für deren Registrierung ist der Inhaber der übergeordneten Domain. So muss beispielsweise die Registrierung des Nameservers ns1.example.com durch den Inhaber der Domain example.com durchgeführt werden.

## Ablauf einer Registrierung
Eine Domain-Registrierung erfolgt online per Web-Interface, per E-Mail, per API, über eine proprietäre Applikation oder über herkömmliche Formulare, die dann per Fax oder auf dem Postweg zugestellt werden. Bestimmte Vorgänge, wie etwa das Löschen der Domain oder ein Inhaberwechsel, können jedoch in vielen Fällen nicht automatisiert durchgeführt werden, sondern benötigen ein eigenhändig unterschriebenes Formular.
Bei der Registrierung sind der Name des Domain-Inhabers sowie verschiedene administrative und technische Ansprechpartner anzugeben, außerdem deren Postanschriften. Zu beachten ist, dass diese Informationen je nach lokalen Datenschutzbestimmungen über den Whois-Dienst jedermann zugänglich sein können.
Gleichzeitig mit der Domain-Registrierung werden einige DNS-Namen und IP-Adressen eingetragen. Normalerweise sind zwei oder mehr NS-Einträge erforderlich und ggf. Glue Records. Bei Privatpersonen oder Kleinunternehmen ohne eigenen Nameserver können einige wenige A- und MX-RRs auch auf dem Nameserver des Registrars verwaltet werden.
Die Modalitäten gibt die Registry vor. DENIC beispielsweise forderte früher mindestens zwei Nameserver, die außerdem in unterschiedlichen Subnetzen liegen mussten. Mittlerweile dürfen sich die Nameserver jedoch auch im selben /24-Netz befinden.
Viele Kunden registrieren eine Domain auch nur mit der Option, sie zu parken (nicht zu nutzen) oder weiter zu veräußern. Es gibt Dienstleister, die für solche temporären Zwecke Nameserver zur Verfügung stellen.
Mit der Registrierung einer Domain sind rechtliche Auswirkungen verbunden.

## Registrierungsdauer
Registrierungen sind grundsätzlich zeitlich begrenzt. Eine Domain kann also nicht dauerhaft erworben werden. Üblich bei Erstregistrierungen sind Laufzeiten von einem Jahr, die sich bei Ablauf automatisch verlängern. Die meisten Domains (nicht .de) lassen auch größere Intervalle bis hin zu zehn Jahren zu. Beim Erlöschen von Domains einiger Top-Level-Domains wie z. B. .com, .net und .org – etwa weil die Zahlungen ausbleiben – werden diese in einen 30 oder mehr Tage andauernden Blockierungszustand versetzt, in dem der Eigentümer die Möglichkeit hat, sie zu reaktivieren. Bleibt die Reaktivierung aus, werden sie nach etwa fünf Tagen endgültig freigegeben. Diese Tatsachen nutzen die Anbieter von Expired-Domain-Services aus, um nachträglich freiwerdende Domains zu registrieren.

## Nachträgliche Änderungen
Nachträgliche Änderungen der Registrierungsdaten werden normalerweise online durchgeführt. Über einen mit Passwort abgesicherten Webzugang oder andere Wege können die Daten vom Inhaber jederzeit editiert werden. Eine oft schwierige Operation ist der Domain-Transfer, bei dem eine Domain zu einem anderen Registrar verlagert wird. Letzteres wird oft auch als Provider-Wechsel bezeichnet, da durch den Domain-Transfer die Domain fast immer auch von einem Service-Provider auf einen anderen übertragen wird oder der neue Registrar gleichzeitig der neue Service-Provider ist.

## Anonyme Registrierung
Ein strittiger Punkt innerhalb der gegenwärtigen Registrierungspraxis ist die Veröffentlichung persönlicher Daten des Domaininhabers und seiner administrativen und technischen Vertretung in der zentralen Datenbank der betreffenden Top-Level-Domain. Informationen wie Postanschrift oder E-Mail-Adresse sind über den Whois-Dienst von jedermann abrufbar und somit potentiell dem Missbrauch, etwa durch professionelle Adressensammler, ausgesetzt. Andererseits muss bei möglichen Rechtsverstößen des Domaininhabers (etwa missbräuchliche Registrierung von fremden Markennamen) dieser juristisch greifbar sein, also insbesondere über eine zustellfähige Adresse verfügen.
Eine Kompromisslösung bietet die anonyme Registrierung. Der Registrar setzt dabei seine eigenen Daten oder Daten von Dritten anstelle der Kundeninformationen ein. Über eine spezielle Vertragsbeziehung bleibt der anonyme Kunde dennoch im Besitz der Domain, auch wenn er selbst nicht in der Whois-Datenbank aufgeführt ist. Der Registrar agiert als Treuhänder im Kundenauftrag.
Für einzelne TLDs, so z. B. für .ch (Art. 2.5 und 3.2 AGB von SWITCH), besteht eine Verpflichtung seitens des Registrants, seine richtige Identität bekannt zu geben. Erfolgt dies nicht, kann die Registry den Domain-Namen löschen.

## Historisch bedeutsame Domains
Die weltweit erste registrierte Domain war nordu.net, sie wurde am 1. Januar 1985 registriert.
Das Unternehmen Symbolics registrierte am 15. März 1985 mit symbolics.com die erste .com-Domain. 1985 wurden insgesamt sechs .com-Domains registriert, 1986 waren es 54 und 1987 dann 47.
Die Registrierung von .de-Domains ist seit dem 5. November 1986 möglich. Im März 1988 verzeichnete die zu diesem Zeitpunkt an der Universität Dortmund ansässige DENIC bereits sechs .de-Domains: dbp.de, rmi.de, telenet.de, uka.de, uni-dortmund.de und uni-paderborn.de (in alphabetischer Reihenfolge).
Die erste deutsche Umlautdomain (Einführung der Umlautdomains am 1. März 2004) war öko.de.